# Селютин, Василий Борисович
Василий Борисович Селютин (1912—1984) — командир 45-мм орудия 282-го стрелкового полка (175-я стрелковая дивизия, 47-я армия, 1-й Белорусский фронт), сержант.

## Биография
Василий Борисович Селютин родился в крестьянской семье в деревне Трудки Покровской волости Малоархангельского уезда Орловской губернии (в настоящее время Покровский район Орловской области). Окончил 3 класса школы, работал в колхозе. В 1934—1936 годах проходил службу в Красной армии. В 1939—1940 годах в связи с советско-финской войной призывался вновь.
В июле 1941 года вновь был призван Покровским райвоенкоматом Орловской области в ряды Красной армии. С того же времени на фронтах Великой Отечественной войны. В летних боях попал в окружение и в плен, но благополучно сбежал и вышел к своим. В августе 1942 года после тяжёлого ранения был демобилизован; плохо работала рука. После восстановления работоспособности руки, вновь был призван в армию.
Приказом по 282 стрелковому полку от 20 апреля 1944 года за мужество и героизм в боях против немецко-фашистских захватчиков в районе города Ковель и хорошее содержание орудия в боевой готовности красноармеец Селютин был награждён медалью «За отвагу».
18 июля 1944 года в бою за населённый пункт Смидин Ковельского района младший сержант Селютин, находясь в боевых порядках пехоты, огнём своего орудия уничтожил 2 станковых пулемёта противника, мешавших продвижению стрелковых подразделений. Был легко ранен, но остался в строю и продолжал вести бой. Приказом по 175-й стрелковой дивизии от 31 августа 1944 года он был награждён орденом Славы 3-й степени.
В бою за населённый пункт Брохув Сохачевского повята Мазовецкого воеводства 17 января 1945 года сержант Селютин огнём орудия уничтожил ручной пулемёт, мешавший продвижению стрелковых подразделений. Приказом по войскам 47-й армии 1-го Белорусского фронта от 14 марта 1945 года он был награждён орденом Славы 2-й степени.
В Берлинской операции в районе населённого пункта Блисдорф командир орудия сержант Селютин уничтожил 10 солдат противника и на прямой наводке под сильным огнём подавил 2 огневые точки противника. В уличных боях в Берлине подбил 2 танка противника. Указом Президиума Верховного Совета СССР от 31 мая 1945 года он был награждён орденом Славы 1-й степени.
В октябре 1945 года сержант Селютин был демобилизован. Вернулся на родину, работал в колхозе.
Скончался Василий Борисович Селютин 9 июня 1984 года.

## Память
- Похоронен на кладбище в деревне Трудки.